# Five Songs and a Cover
Five Songs and a Cover – pierwszy minialbum amerykańskiego zespołu rockowego Foo Fighters. Został wydany 20 listopada 2005. Minialbum składa się z pięciu utworów umieszczonych na stronach B singli pochodzących z albumu In Your Honor i jednego covera.

## Lista utworów
Sporządzono na podstawie materiału źródłowego.
1. "Best of You" (na żywo na The Quart Festival, Kristiansand, Norwegia, 7 lipca 2005) – 4:41
2. "DOA" (wersja demo, strona B singla "Resolve") – 4:11
3. "Skin and Bones" (strona B singla "DOA") – 3:37
4. "World" (wersja demo, strona B singla "Resolve") – 5:40
5. "I Feel Free" (Jack Bruce, Pete Brown) (strona B singla "DOA", cover zespołu Cream) – 2:56
6. "FFL" [Fat Fucking Lie] (strona B singla "Best of You") – 2:29

## Skład
- Dave Grohl – gitara, wokal, perkusja w "I Feel Free"
- Taylor Hawkins – perkusja, wokal w "I Feel Free"
- Nate Mendel – gitara basowa
- Chris Shiflett – gitara